# Місцеві муніципалітети Південно-Африканської Республіки
Місцеві муніципалітети Південно-Африканської Республіки (англ. Local municipality), або «Муніципалітети категорії B» — це одиниці третього рівня адміністративно-територіального поділу ПАР. Вони підпорядковуються районам; міські округи поділу на місцеві муніципалітети не мають. В наш час[коли?] в ПАР існує 231 місцевий муніципалітет.
Місцевий муніципалітет є найнижчою самокерованою одиницею адміністративно-територіального поділі ПАР. На чолі місцевого муніципалітету зазвичай стоять мер і муніципальна рада.
Місцеві муніципалітети в свою чергу діляться на виборчі округи (англ. electoral wards).